# Canarana (Mato Grosso)
Canarana – miasto i gmina w Brazylii, w stanie Mato Grosso.